# فيراغ فاساري
فيراج فاساري (بالمجرية: Vaszari Virág)‏ مواليد 22 مارس 1986 في المجر، هي لاعبة كرة يد مجرية تلعب كجناح أيسر. فازت بكأس أوروبا لكرة اليد للسيدات في 2005.

## روابط خارجية
- فيراغ فاساري على موقع الاتحاد الأوروبي لكرة اليد (الإنجليزية)